# Václav Michna
Václav Michna (17. září 1945, Frýdek-Místek – 23. října 2014) byl český fotbalista a mládežnický trenér. V 80. a 90. letech 20. století patřil k nejvýznamnějším trenérům dětí v klubu TJ Sokol Bystrc-Kníničky (dnes FC Dosta Bystrc-Kníničky). V civilu byl zaměstnancem Vodní elektrárny v Kníničkách na Brněnské přehradě a v Komíně.
Stál u zrodu prvního družstva přípravek v klubu v roce 1982 (první utkání nejmladších dětí v Bystrci bylo sehráno 3. dubna 1982) a v následujících letech se výrazně podílel na výchově mnoha bystrckých a kníničských fotbalistů. V klubu působil v období 1982–1999 jako trenér přípravek, mladších i starších žáků, často u více týmů současně, a také jako člen výboru. 
| „                         | Václav Michna – trenér přípravky, mládeže a A družstva starších žáků naší TJ Bystrc-Kníničky. Obětavý pracovník s mládeží, který své dlouholeté zkušenosti jako bývalý aktivní hráč uplatňuje ve výchově mládeže. Pod jeho vedením se stále více rozrůstá základna těch nejmladších, budoucí důležitá zásobárna hráčů. | “ |
| — Kronika bystrcké kopané | |   |

S mládeží v Bystrci dosáhl několika úspěchů:
- 1984 – starší žáci, postup z III. třídy do II. třídy Brno-Město[3]
- 1987 – starší žáci, postup z II. třídy Brno-Město do krajské I. třídy[3]
- 1990 – starší žáci, postup z I. třídy do Jihomoravského Krajského přeboru[3]
- 1993 – starší žáci, postup do Jihomoravské Krajské župy[7]
- 1999 – mladší žáci, vítězství v I. třídě Jihomoravské župy[8]

Jako hráč byl v roce 1979 u postupu B-týmu z III. třídy do II. třídy Brno-město.